# Hoplolaimus galeatus
Espèce
Synonymes
- Hoplolaimus coronatus Cobb, 1923[2]
- Nemonchus galeatus Cobb, 1913 (basionyme)[1],[2]

Hoplolaimus galeatus est une espèce de nématodes de la famille des Hoplolaimidae. C'est un nématode phytopathogène du Liquidambar.

## Taxonomie
Cette espèce est d'abord classée dans le genre Nemonchus sous le basionyme Nemonchus galeatus par Nathan Augustus Cobb en 1913.